# Wassylkiwzi (Tschortkiw)
Wassylkiwzi (ukrainisch Васильківці; russisch Васильковцы Wassilkowzy, polnisch Wasylkowce) ist ein Dorf im Rajon Hussjatyn der Oblast Ternopil im Westen der Ukraine etwa 10 Kilometer westlich der ehemaligen Rajonshauptstadt Hussjatyn und 60 Kilometer südöstlich der Oblasthauptstadt Ternopil.
Der Ort wurde 1573 zum ersten Mal schriftlich erwähnt und lag zunächst in der Woiwodschaft Podolien als Teil der Adelsrepublik Polen. Von 1772 bis 1918 gehörte er, mit Unterbrechung zwischen 1810 und 1815, als er als Teil des Tarnopoler Kreises an Russland abgetreten werden musste, unter seinem polnischen Namen Wazylkowce zum österreichischen Galizien und lag hier bis 1918 im Bezirk Husiatyn.
Nach dem Ende des Ersten Weltkrieges kam der Ort zu Polen (in die Woiwodschaft Tarnopol, Powiat Kopyczyńce, Gmina Wasylkowce), wurde im Zweiten Weltkrieg ab September 1939 von der Sowjetunion und dann ab Sommer 1941 bis 1944 von Deutschland besetzt, hier wurde der Ort in den Distrikt Galizien eingegliedert.
Nach dem Ende des Krieges wurde der Ort der Sowjetunion zugeschlagen, dort kam das Dorf zur Ukrainischen SSR und ist seit 1991 ein Teil der heutigen Ukraine.
1884 wurde im Ort ein Bahnhof der Galizischen Transversalbahn an der heutigen Bahnstrecke Butschatsch–Jarmolynzi eröffnet.
Am 24. Juli 2015 wurde das Dorf zum Zentrum der neugegründeten Landgemeinde Wassylkiwzi (Васильковецька сільська громада/Wassylkowezka silska hromada) im Rajon Hussjatyn. Zu dieser zählten auch noch die 5 Dörfer Krohulez, Nyschbirok, Staryj Nyschbirok, Tschabariwka und Zelijiw, bis dahin bildete es die Landratsgemeinde Wassylkiwzi (Васильковецька сільська рада/Wassylkowezka silska rada) im Südosten des Rajons Hussjatyn.
Am 12. Juni 2020 wurde kamen noch die 3 Dörfer Kozjubynzi, Schabynzi und Tschahari zum Gemeindegebiet hinzu.
Am 17. Juli 2020 wurde der Ort Teil des Rajons Tschortkiw.
Folgende Orte sind neben dem Hauptort Wassylkiwzi Teil der Gemeinde:
| Name                     | Name            | Name                               | Name          | Name |
| ukrainisch transkribiert | ukrainisch      | russisch                           | polnisch      |      |
| ------------------------ | --------------- | ---------------------------------- | ------------- | ---- |
| Krohulez                 | Крогулець       | Крогулец (Krogulez)                | Krogulec      |      |
| Kozjubynzi               | Коцюбинці       | Коцюбинцы (Kozjubinzy)             | Kociubińce    |      |
| Nyschbirok               | Нижбірок        | Нижборок (Nischborok)              | Niżborg Nowy  |      |
| Schabynzi                | Жабинці         | Жабинцы (Schabinzy)                | Żabińce       |      |
| Staryj Nyschbirok        | Старий Нижбірок | Старый Нижборок (Stary Nischborok) | Niżborg Stary |      |
| Tschabariwka             | Чабарівка       | Чабаровка (Tschabarowka)           | Czabarówka    |      |
| Tschahari                | Чагарі          | Чагары (Tschahary)                 | -             |      |
| Zelijiw                  | Целіїв          | Целиев (Zelijew)                   | Celejów       |      |